# Chiesa di San Pietro (Lubecca)

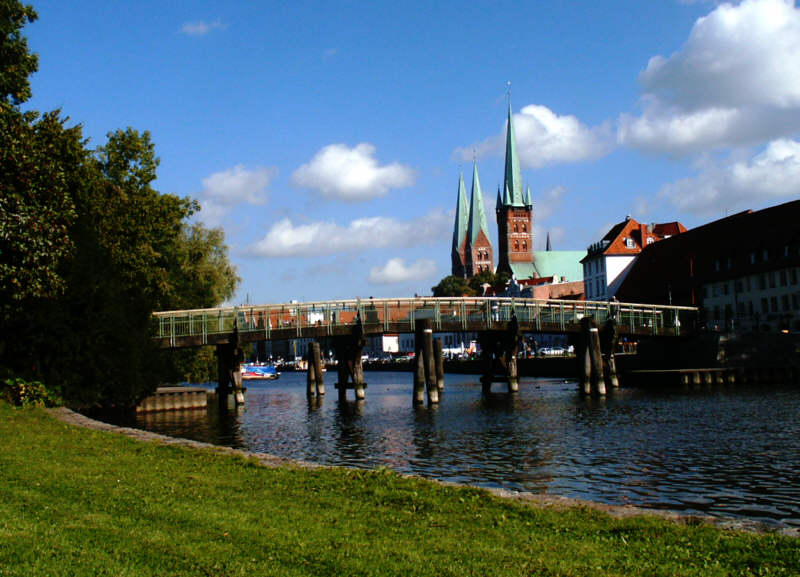
L'"angolo dei pittori" di Lubecca con San Pietro sul fondo, dietro St. Marien

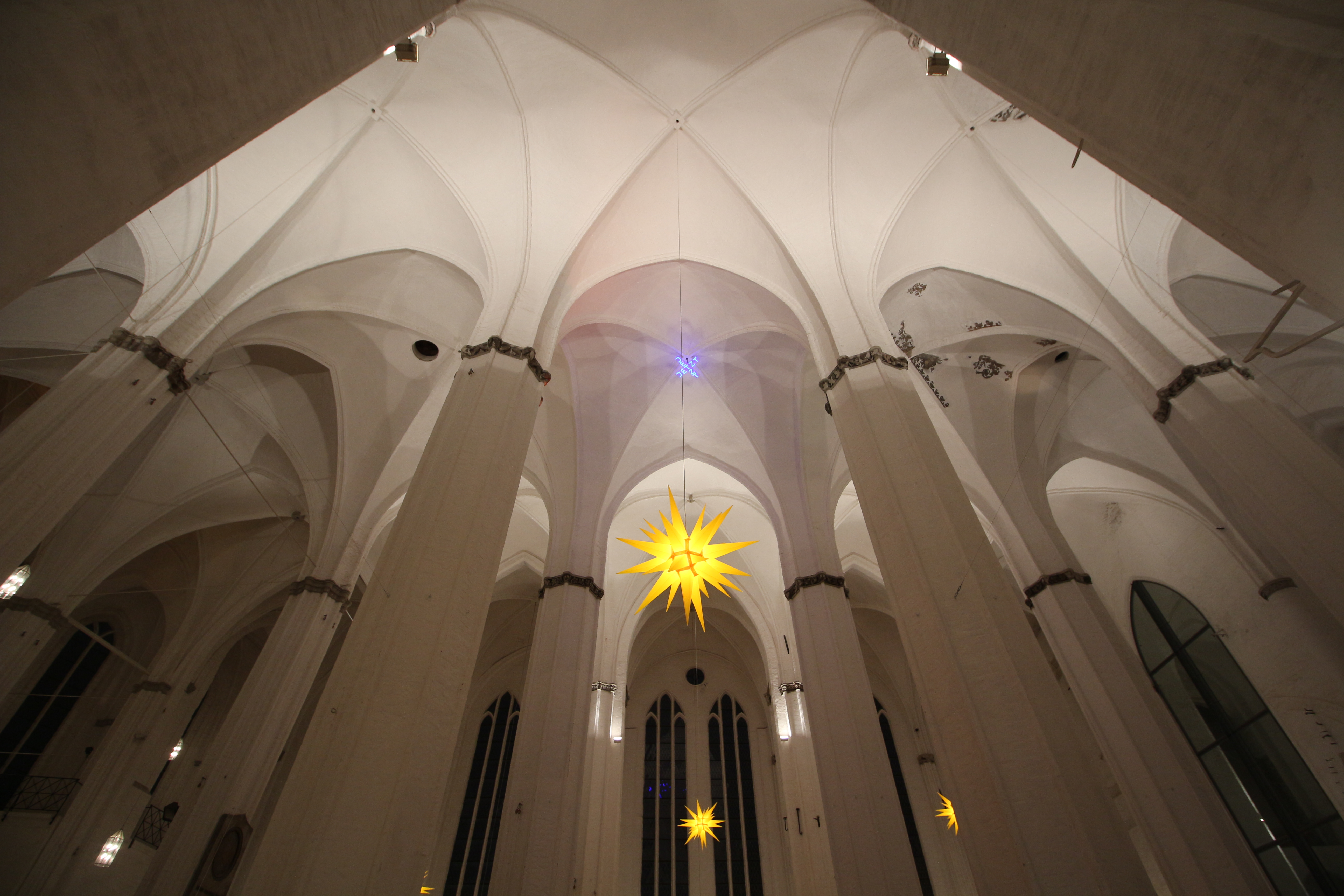
Da nord verso sud della navata laterale durante il mercatino di Natale del 2014

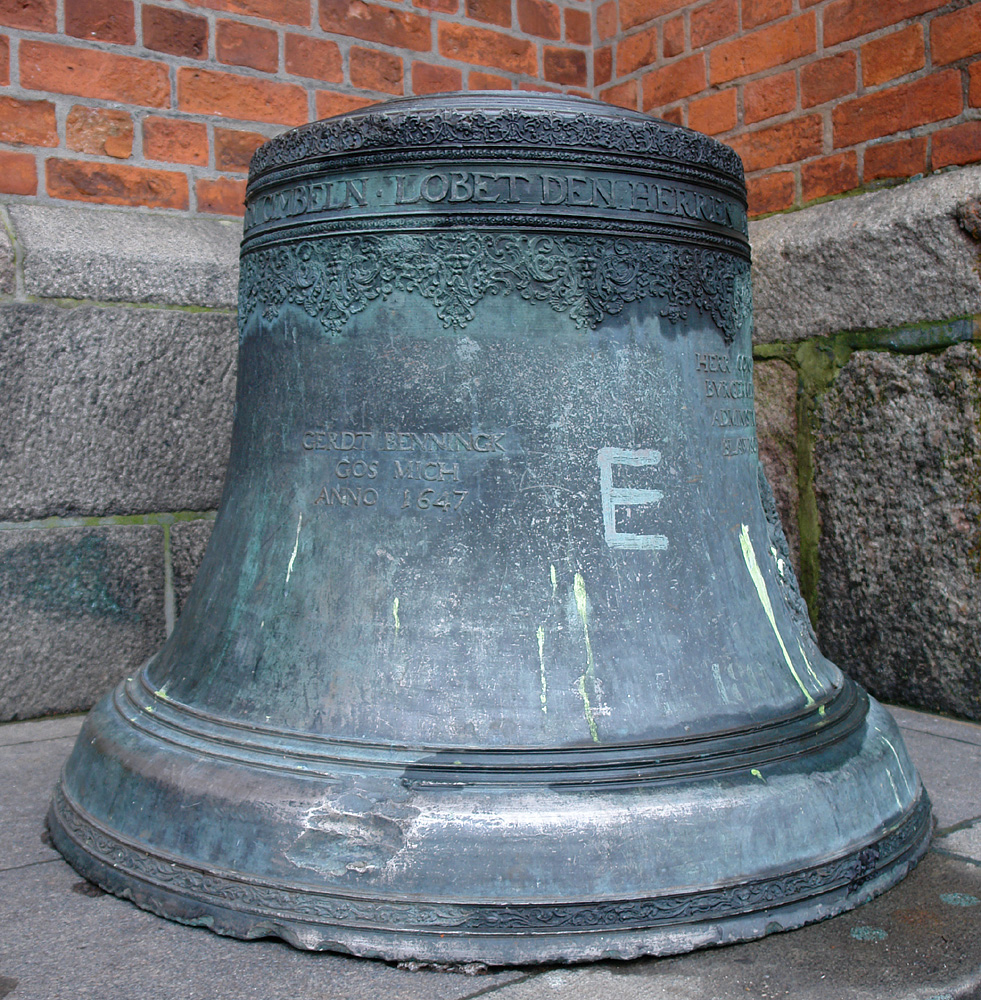
Campana fusa a Danzica nel 1647 da Gerdt Benningk

La chiesa di San Pietro (in lingua tedesca: St.-Petri-Kirche) è un edificio religioso di Lubecca, che fu citato per la prima volta già nel 1170.
Nel corso dei secoli fu più volte ristrutturata, finché fu terminata nel XV secolo. Durante la seconda guerra mondiale patì gravi danni e fu restaurata completamente solo nel 1987. Poiché l'arredamento non poté più essere ripristinato, vi si svolgono solo servizi religiosi in particolari occasioni. Essa viene utilizzata principalmente per manifestazioni religiose e per mostre d'arte.
L'effetto del semplice spazio dell'aula a cinque navate della chiesa è provocato dalla particolare architettura di grande valore. Moderne opere d'arte come la croce dell'altare dell'artista austriaco Arnulf Rainer come la croce dell'altare di Hanna Jäger, illuminata al neon, che invita il visitatore a pensare.

## Storia
Già nel 1170 la chiesa fu citata insieme alla Marienkirche. Tra il 1227 e il 1250 l'edificio aveva un'aula di stile tardoromanico, tre navate con quattro campate e tre absidi. Era lunga 29,80 + 3 m, e larga 21 m. Verso il 1290 fu pronto un coro. San Pietro divenne la chiesa "imperiale".
Contemporaneamente la chiesa di San Pietro era, accanto alla Marienkirche la seconda chiesa della Piazza del mercato di Lubecca. Nel XV secolo l'edificio assunse l'attuale aspetto: una gotica chiesa a sala con cinque navate in mattone e cinque campate.
Per questo la chiesa di San Pietro fu una delle poche chiese esistenti a cinque navate. Ad est si trovano tre absidi, ad ovest una torre su un ampio basamento. La riforma fece il suo ingresso a Lubecca negli anni 1529/30, e la chiesa di San Pietro divenne evangelica.
Durante il bombardamento di Lubecca del 29 marzo 1942, Domenica delle palme, la chiesa di San Pietro andò praticamente distrutta da un incendio. Il tetto, la copertura della torre e il ricco arredamento interno furono distrutti, compreso il buffet dell'organo, realizzato dall'intagliatore Tönnies Evers il Giovane, o l'importante piastra in ottone del consigliere Johann Klingenberg. Rimase intatto il fonte battesimale barocco donato dal consigliere Johann Philipp Lefèvre.

## Ricostruzione dopo il 1945
L'ex lapidario funse come capannone della chiesa, appena sufficientemente ricoperta, nel quale furono ricoverati i frammenti scultorei provenienti da tutte le chiese di Lubecca distrutte dalla guerra. Solo nel 1987 la chiesa fu completamente ricostruita ma solo nella parte esterna. Si rinunciò ad una ricostruzione completa dell'arredamento interno, cosicché oggi influenzano i visitatori soprattutto la possanza del corpo costruttivo puro e la relativamente rara forma della pianta.
Un nuovo crocifisso è presente nel coro, un lavoro con le dimensioni di una piccola croce trionfale (214 × 123 cm) di Arnulf Rainer (1980 – 1983) di assi grezze dotato di un Corpo di aspetto devozionale. Il crocifisso è ricoperto da uno spesso strato di colore.
Nella chiesa erano presenti 48 piastre funerarie medievali, gran parte delle quali non sono più individuabili. 
Delle campane non ne è rimasta alcuna. La campana, che le fiamme hanno risparmiato, è oggi in prestito nella chiesa di Nusse e risale al 1507, quando venne fusa da Gerhard van Wou e Johannes Schonenborch. 

## Organo
Nel 1992 la chiesa di San Pietro fu dotata in un nuovo organo, finanziato grazie a donazioni, che si trova nella navata laterale nord. È stato realizzato dal fabbricante di organi Hinrich Otto Paschen di Kiel e ha 19 registri su due manuali e pedaliera; la trasmissione è meccanica. La console è inserita in positivo. L'organista siede di fronte al grand'organo e guarda sul positivo.

## Torre
La torre è alta 108 m e dal 1908 e vi si può salire fino a una piattaforma a un'altezza di 50 metri. Di lì si ha una vista completa di Lubecca e dintorni fino alla baia.